# Tridontomus procerus
Tridontomus procerus är en mångfotingart som beskrevs av Loomis och Hoffman 1962. Tridontomus procerus ingår i släktet Tridontomus och familjen Tridontomidae. Inga underarter finns listade i Catalogue of Life.